# Francisco Cáceres de la Fuente
Juan Francisco Cáceres de la Fuente. Es un político mexicano, oriundo del Estado de Tabasco situado al sureste de la república mexicana, miembro del Partido Acción Nacional, fue candidato de su partido a Gobernador de Tabasco en las Elecciones de 2006.
Francisco Cáceres de la Fuente obtuvo un total de 29,982 votos, que representan 3.52% de la votación, en las elecciones que se llevaron a cabo el 15 de octubre de 2006 y en las cuales resultó triunfador el candidato del Partido Revolucionario Institucional, Andrés Granier Melo.
Empresario tabasqueño